# Bài tiết
Bài tiết là một quá trình mà chất thải trao đổi chất được loại bỏ ra khỏi một sinh vật. Ở động vật có xương sống, điều này chủ yếu được thực hiện bởi phổi, thận và da. Điều này trái ngược với cất giấu, trong đó chất đi ra có thể có nhiệm vụ cụ thể sau khi rời khỏi tế bào. Bài tiết là một quá trình thiết yếu trong tất cả các dạng của cuộc sống. Ví dụ, trong động vật có vú, nước tiểu bị tống ra ngoài qua niệu đạo, là một phần của hệ thống bài tiết. Ở sinh vật đơn bào, chất thải được thải trực tiếp qua bề mặt tế bào.
Trong các hoạt động sống như hô hấp tế bào, một số phản ứng hóa học diễn ra trong cơ thể. Chúng được gọi là sự trao đổi chất. Những phản ứng hóa học này tạo ra các chất thải như carbon dioxide, nước, muối, urê và axit uric. Tích lũy các chất thải này vượt quá một mức độ nào đó bên trong cơ thể sẽ có hại cho cơ thể. Các cơ quan bài tiết sẽ loại bỏ các chất thải. Quá trình loại bỏ chất thải trao đổi chất ra khỏi cơ thể được gọi là bài tiết.
Cây xanh sản xuất carbon dioxide và nước là sản phẩm hô hấp. Ở thực vật xanh, carbon dioxide được giải phóng trong quá trình hô hấp được sử dụng trong quá trình quang hợp. Oxy là một sản phẩm được tạo ra trong quá trình quang hợp và thoát ra qua khí khổng, thành tế bào gốc và các tuyến khác. Cây có thể loại bỏ lượng nước dư thừa bằng cách thoát hơi nước và rút ruột. Nó đã được chứng minh rằng chiếc lá hoạt động như một 'chất bài tiết' và, ngoài việc là một cơ quan quang hợp chính, còn được sử dụng như một phương pháp bài tiết chất thải độc hại thông qua khuếch tán. Các chất thải khác được thải ra bởi một số loài cây - nhựa cây, sap, mủ cây, v.v... bị ép từ bên trong cây do áp lực thủy tĩnh bên trong cây và bởi lực hấp thụ của tế bào thực vật. Những quá trình sau này không cần thêm năng lượng, chúng hành động một cáchthụ động. Tuy nhiên, trong giai đoạn trước khi rụng xuống, mức độ trao đổi chất của một chiếc lá là cao. Thực vật cũng bài tiết một số chất thải vào đất xung quanh chúng.

Cấu trúc hóa học của axit uric.

Ở động vật, các sản phẩm bài tiết chính là carbon dioxide, ammonia (trong ammoniotelics), urê (trong ureotelics), axit uric (trong uricotelics), guanine (ở Arachnida) và creatine. Gan và thận làm sạch nhiều chất trong máu (ví dụ, trong bài tiết qua thận), và các chất được làm sạch sau đó được bài tiết ra khỏi cơ thể qua nước tiểu và phân.
Động vật thủy sinh thường bài tiết amonia trực tiếp ra môi trường bên ngoài, vì hợp chất này có độ hòa tan cao và có nhiều nước để pha loãng. Trong động vật trên cạn, các hợp chất giống như amonia được chuyển đổi thành các vật liệu nitơ khác vì có ít nước trong môi trường và bản thân amonia là chất độc hại.